# Gröningen, Sachsen-Anhalt
Gröningen är en småstad i distriktet Börde i det tyska förbundslandet Sachsen-Anhalt. 
Staden ingår i förvaltningsgemenskapen Westliche Börde tillsammans med kommunerna Am Großen Bruch, Ausleben och Kroppenstedt.
Orten ligger i slättlandskapet Magdeburger Börde som kännetecknas av svartjord. Större städer i närheten är Oschersleben (10 km avstånd) och Halberstadt (12 km).
I staden fanns tidigare två borgar. Den första byggdes mellan åren 933 och 940 och raserades av soldater som kämpade för pfalzgreve Friedrich II av Sommerschenburg. På samma plats etablerades 1253 en ny borg. Den var tidvis säte för Halberstadts biskop. Under 1500-talet omvandlades borgen till ett slott i Renässansens stil. Redan under slutet av 1600-talet började slottet förfalla och 1817 blev byggnaden jämnad med marken.
Under Renässansen och Barock byggdes i Centraleuropa ett antal jättestora vinfat. Det äldsta bevarade fatet som även är förtecknad i Guinness Rekordbok skapades i Gröningen. Jättefatet visas i jaktslottet Spiegelsberge nära Halberstadt.

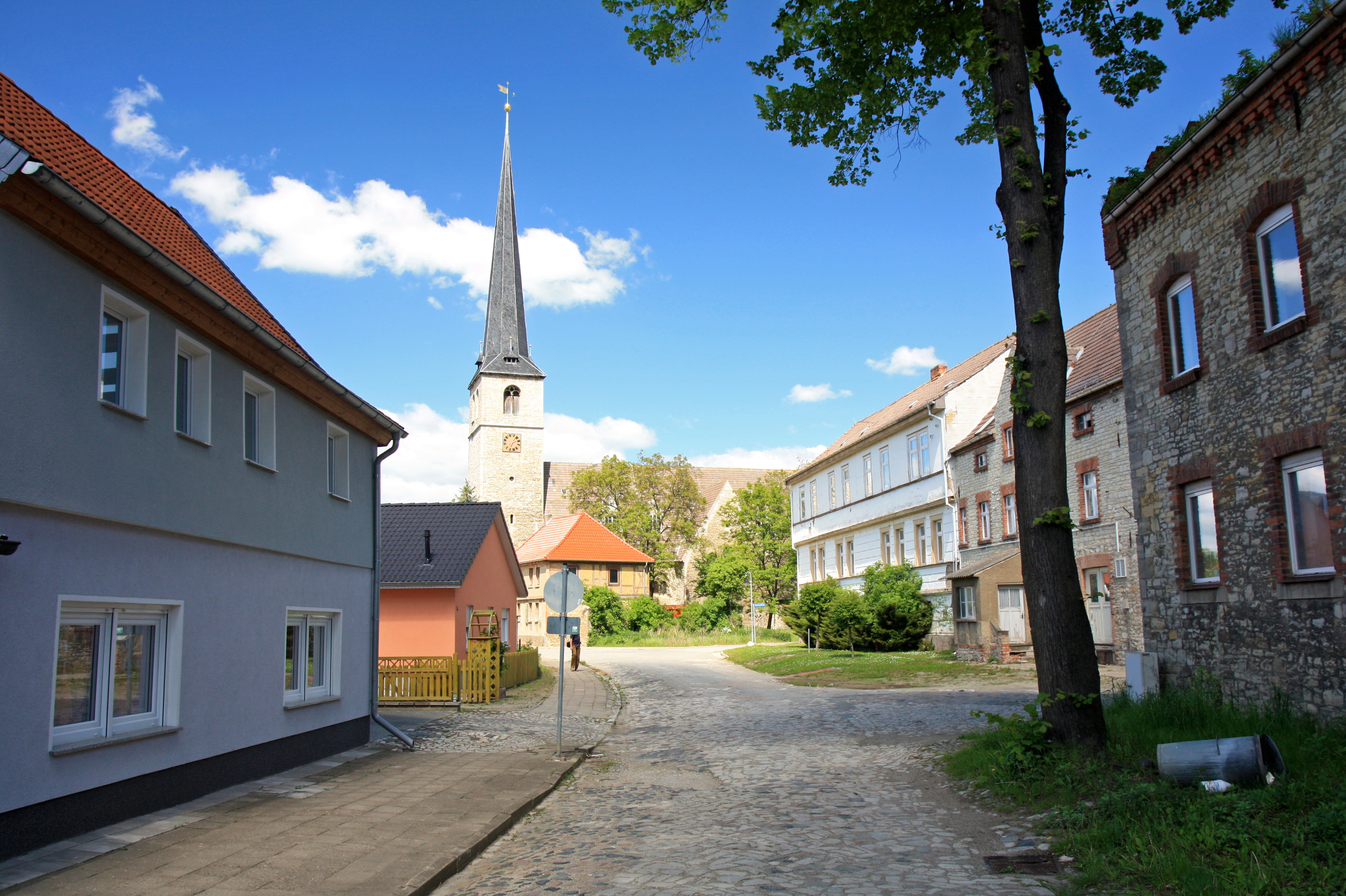
Delar av staden med kyrka
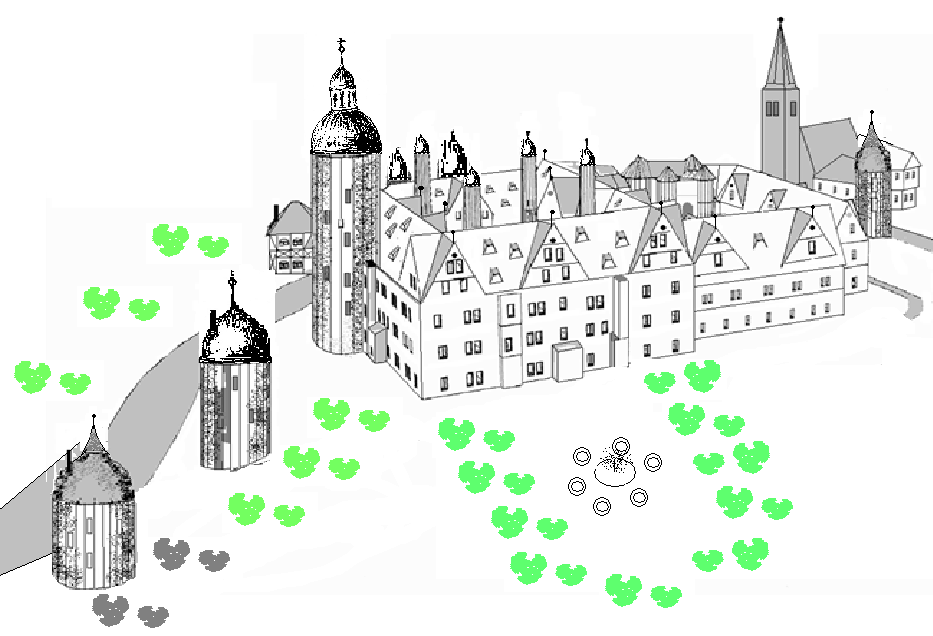
Slottet som det troligen såg ut i början av 1600-talet
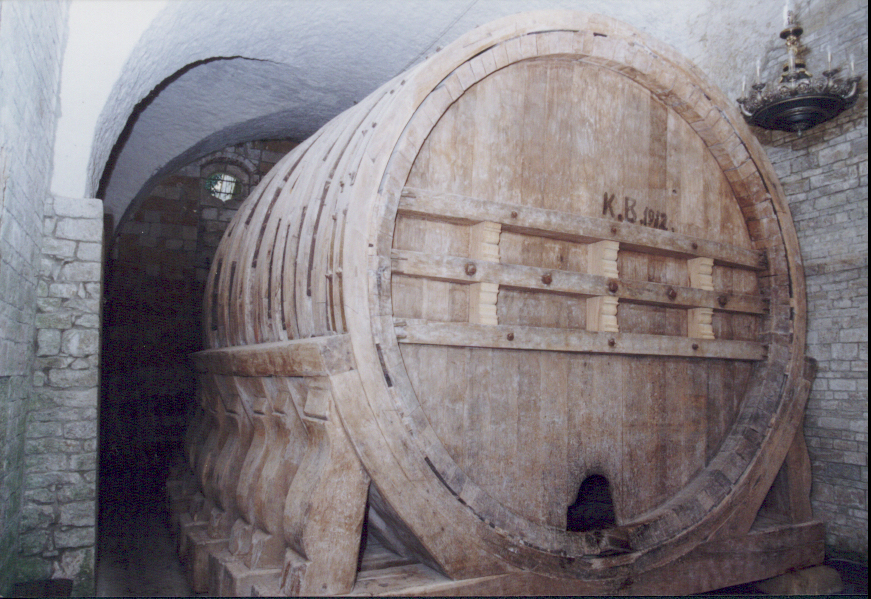
Gröningens jättevinfat